# 渋野町
渋野町（しぶのちょう）は、徳島県徳島市の町名。2012年11月現在の徳島市の調査による人口は937人、世帯数は311世帯。郵便番号は〒771-4267。

## 地理
徳島市の南部に位置。多家良地区に属している。北は方上町、東は丈六町、南は多家良町・八多町、西は上八万町と接する。三方を山に囲まれ、その間を流れる多々羅川に沿って開かれた農村地域。ミカン・スダチの柑橘栽培が盛んであるが、生産過剰などの問題が生じ、品質の向上とイチゴなどのハウス栽培へと多角的農業経営が進んでいる。

### 山岳

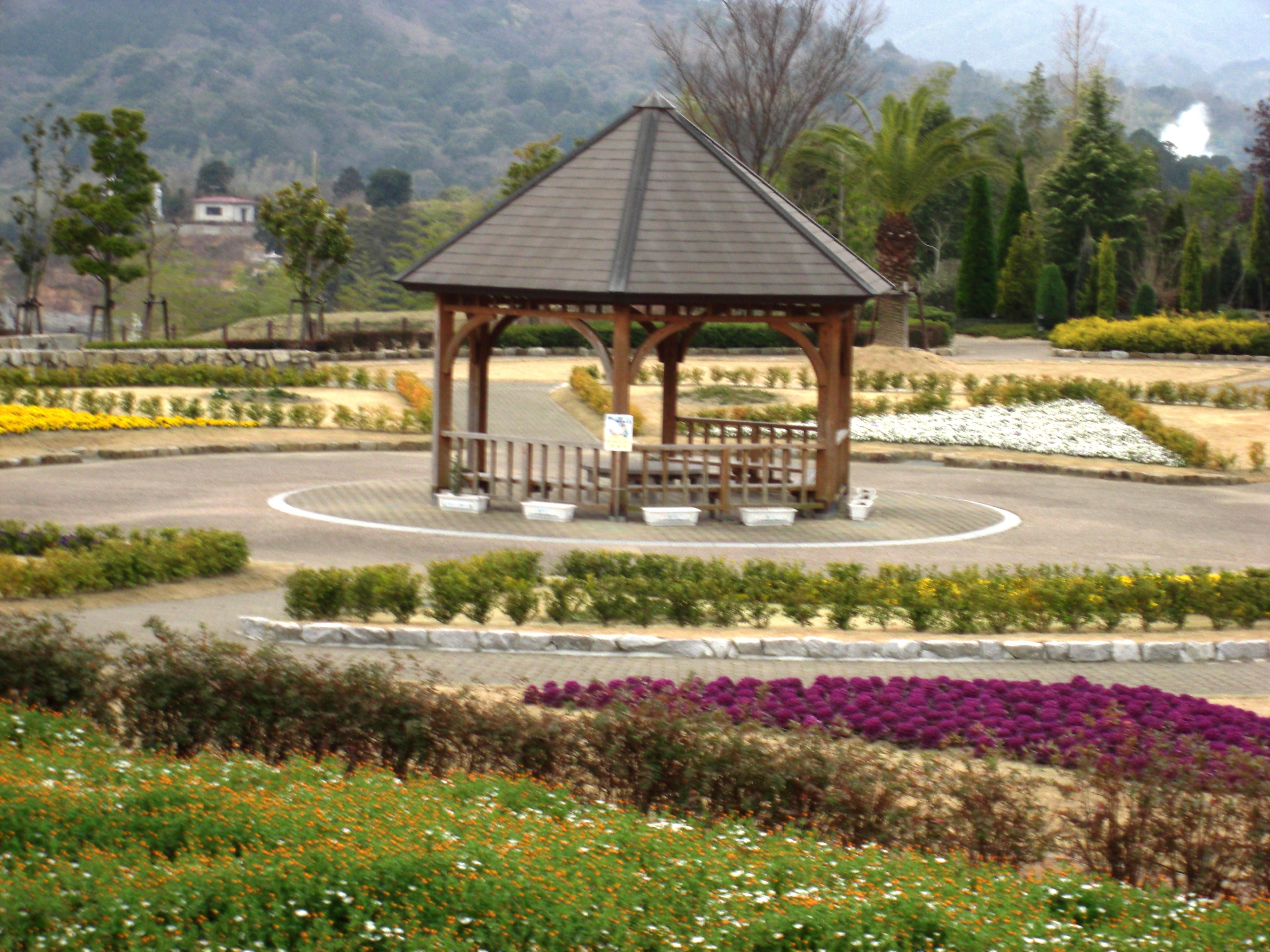
とくしま植物園

- 向寺山

### 河川
- 多々羅川
- 大松川

### 小字
- 浅田
- 泉田
- 伊予王子
- 入野
- 岩鼻
- 樫田
- 片山
- 学頭
- 北水久保
- 楠木野旗
- 佐野
- 正泉
- 杉ノ露
- 高曽根
- 辻西
- 西池
- 入道
- 日開谷
- 俵生
- 舟越
- 町田
- 三ツ岩
- 南水窪
- 宮前
- 門関

## 歴史
八幡神社に伝わる三番叟は、市無形民俗文化財で毎年11月3日の秋祭りに奉納され、特に大番叟・小番叟の2人の男子によって演じられる。古墳が多く、特に国史跡の渋野丸山古墳が有名。寺社には八幡神社と長谷寺がある。
徳島市立渋野小学校は、児童数減少と隣町の丈六町での丈六団地完成による人口急増により、現在地よりも丈六町よりに校舎を移転し、昭和61年度に宮井小学校本庄分校と統合した。

### 沿革
江戸期から1889年（明治22年）までの徳島藩領・勝浦郡渋野村が、明治22年の町村制施行からは勝浦郡多家良村の大字渋野となった。昭和26年より徳島市の大字になる。昭和27年から現在の町名となった。

## 小・中学校の学区
市立小・中学校に通う場合、学区は以下の通りとなる。
- 徳島市立渋野小学校
- 徳島市立南部中学校

## 交通

### バス
徳島バス
- 宮前
- 舟越
- とくしま動物園
- 上渋野
- 渋野
- 三ツ岩
- 俵生

### 道路
- 徳島県道209号八多法花線

## 施設

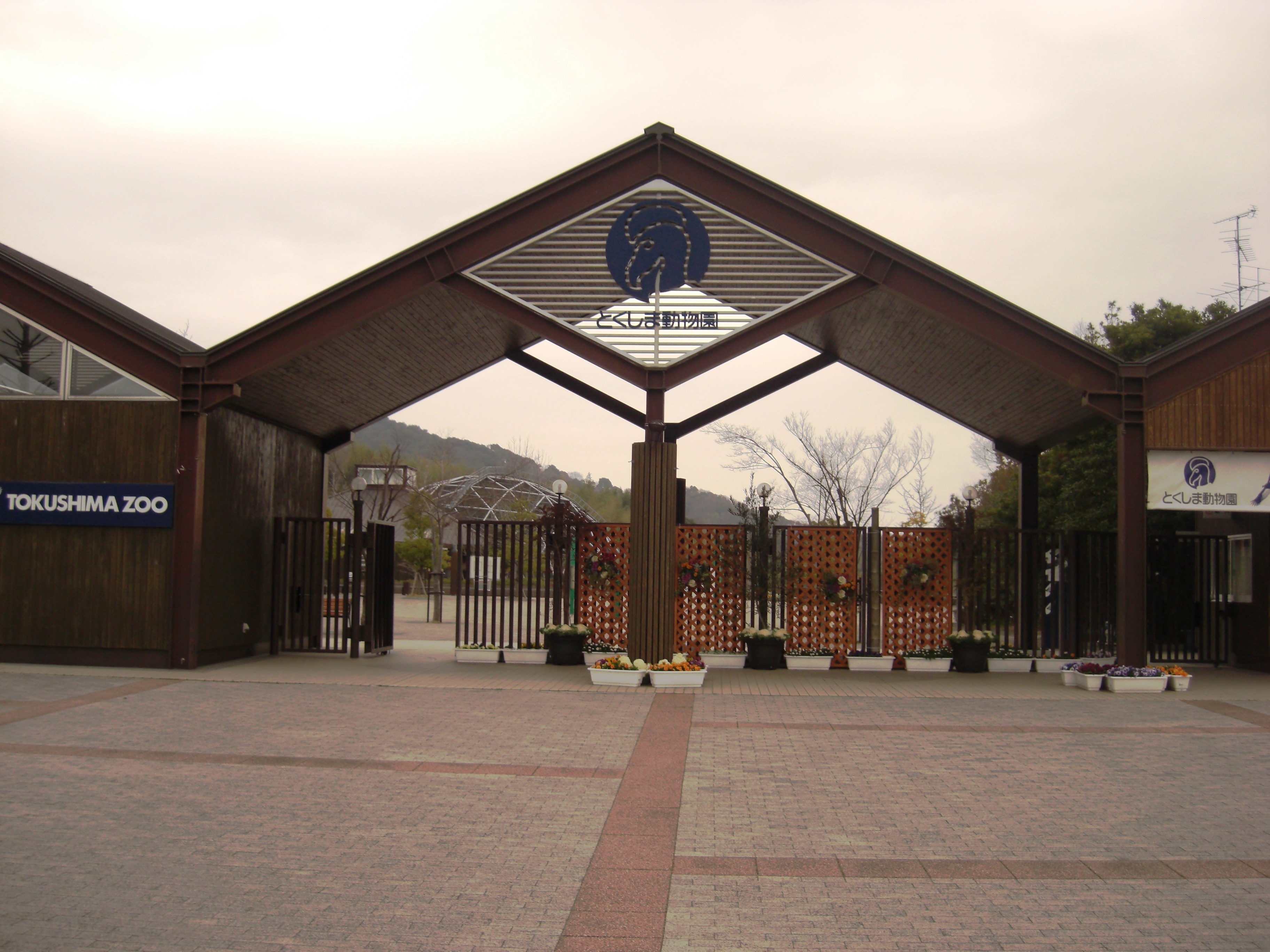
とくしま動物園

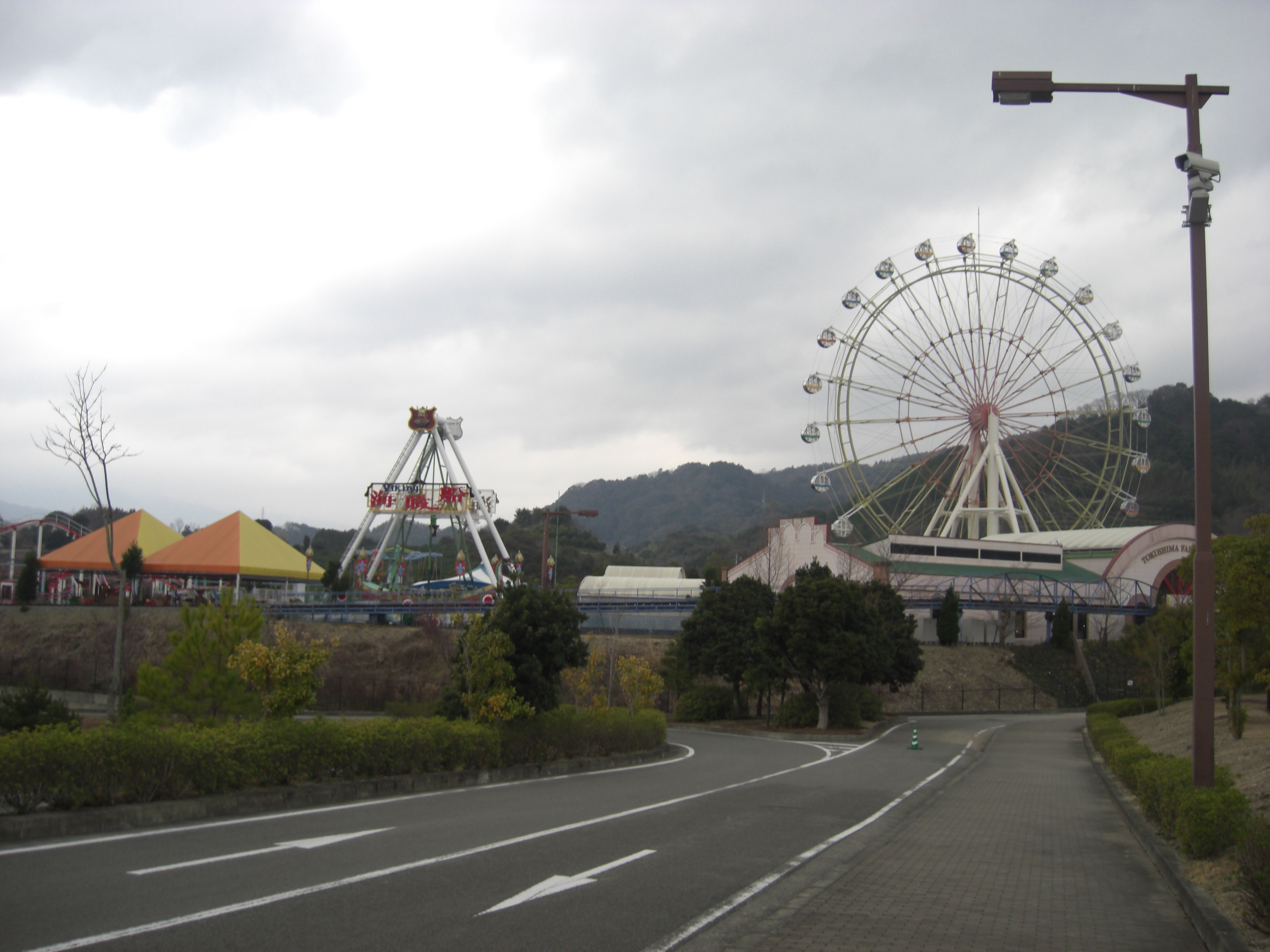
とくしまファミリーランド

- 渋野丸山古墳 - 四国地方で第二の規模を誇る前方後円墳。国の史跡。
- 徳島市総合動植物公園 - 四国地方で最大規模の動物園。とくしま88景に選定。
  - とくしま動物園
  - とくしま植物園
  - とくしまファミリーランド
- 徳島渋野中継局
- 長谷寺 - 高野山真言宗。新四国曼荼羅霊場の第82番札所。
- 八幡神社